# 特拉迪略斯
特拉迪略斯，是西班牙卡斯蒂利亚-莱昂萨拉曼卡省的一个市镇。 总面积33平方公里，总人口3030人（2001年），人口密度92人/平方公里。